# Klaus Hüppchen
Klaus Hüppchen (* 7. März 1969) ist ein ehemaliger deutscher Handballspieler und jetziger -trainer.

## Karriere
Hüppchen hat das Handballspielen beim TV Cannstatt gelernt. In der B- und A-Jugend spielte er beim SV Fellbach. Bei der SG Stuttgart-Scharnhausen kam Hüppchen zu seinen ersten Bundesliga-Einsätzen. Parallel zu seinem Studium spielte er bei den Reinickendorfer Füchsen in Berlin in der 2. Bundesliga. Eine schwere Verletzung beendete seine aktive Spielerkarriere.
Stationen seiner Trainerlaufbahn waren im Jugendbereich der TV Cannstatt, der SV Fellbach und der TSV Schmiden sowie im Damenbereich der TSV Schmiden, die SG Ober-/Unterhausen und der TV Echterdingen. Im Männerbereich führte sein Weg über den SKV Oberstenfeld, den VfL Pfullingen, wo er unter Rolf Brack als Co-Trainer in die 1. Bundesliga aufstieg, und die TG Nürtingen zum VfL Waiblingen. Im Januar 2009 schloss Hüppchen die Ausbildung für die A-Lizenz erfolgreich ab. Während der Saison 2008/09 wechselte Hüppchen als Co-Trainer zum Zweitligisten TV Bittenfeld, wo er zusammen mit Günter Schweikardt und Jens Baumbach das Trainerteam bildete. Am Ende der Saison 2010/11 qualifizierte sich Hüppchen mit dem TVB für die neu gegründete eingleisige 2. Handball-Bundesliga. Er verließ den TVB am Ende der Saison 2011/12. Im November 2012 wurde Hüppchen erneut Trainer des Württembergligisten VfL Waiblingen, wo er allerdings nur zweieinhalb Monate im Amt blieb. Ab 2016 trainierte Hüppchen die weibliche C-Jugend der SV Remshalden. Ab der Saison 2016/17 war er als Trainer der 1. Damenmannschaft der HSG Leinfelden-Echterdingen im Amt.
Nach Stationen als Trainer der SG H2Ku Herrenberg, SG BBM Bietigheim II und der HSG Fridingen-Mühlingen übernahm er im Februar 2025 die Frauen des VfL Waiblingen in der 2. Bundesliga. Nach nur wenigen Monaten trat er im April noch vor Saisonende von seinem Amt wieder zurück.

## Privates
Hüppchen hat nach einem Studium in Berlin und Stuttgart einen Abschluss als Diplom-Ingenieur für Maschinenbau und arbeitet für Getrag in Untergruppenbach. Er lebt mit seiner Familie in Freiberg am Neckar.